# Monterotondo Marittimo
Monterotondo Marittimo är en ort och kommun i provinsen Grosseto i regionen Toscana i Italien. Kommunen hade 1 316 invånare (2018).